# 400 Hyènes
400 Hyènes est un groupe de hip-hop français, originaire de Champigny-sur-Marne, dans le Val-de-Marne. Il se compose de La Hyène et K-Push.

## Biographie
400 Hyènes est formé et composé de deux rappeurs résidant dans la cité du Bois-l'Abbé à Champigny-sur-Marne, dans le Val-de-Marne, banlieue sud-est de Paris. Il se revendique comme étant « le groupe de rap le plus hardcore en France ». 
Le nom du groupe s'inspire de plusieurs éléments : le chiffre est une référence aux 400 années d'esclavage ; le mot hyènes est choisi pour parler du vécu des jeunes de cités de l'époque contemporaine, où le système ainsi que les forces de police sont vus comme des sources offensives face auxquels les jeunes de quartiers défavorisés des grandes banlieues sont devenus des « hyènes ».
Ils publient en 2006 la chanson La France n'est pas prête qui fait l'objet d'un débat entre le groupe et le secrétaire général du parti socialiste de l'époque François Hollande sur la radio Générations 88.2, le dimanche 25 mars 2006. En février 2008, le groupe publie son album Péril jeune, qui atteint la 86e place des classements français. En 2009, 400 Hyènes et Ekoué publient une chanson intitulée Les funérailles de Skyrock.
Le 8 novembre 2012, le groupe fête 15 ans de rap à La Rumeur à Paris. En parallèle, La Hyène entame sa carrière solo sa mixtape Ma violence volume 1. Il fait notamment un duo avec Rohff pour Certifié par la street #11.